# Круто-Хуторской сельсовет
Круто-Хуторской сельсове́т — сельское поселение в Липецком районе Липецкой области. 
Административный центр — село Крутые Хутора.

## История
В соответствии с законами Липецкой области №114-оз от 02.07.2004 и №126-оз от 23.09.2004 Круто-Хуторской сельсовет наделён статусом сельского поселения, установлены границы муниципального образования.

## Население
| 2010 | 2012  | 2013  | 2014  | 2015  | 2016 | 2017 |
| ---- | ----- | ----- | ----- | ----- | ---- | ---- |
| 1047 | ↗1113 | ↗1158 | ↘1108 | ↘1026 | ↘968 | ↗976 |
| 2018 | 2021  |       |       |       |      |      |
| ↘941 | ↗1089 |       |       |       |      |      |

## Состав сельского поселения
| № | Населённый пункт | Тип населённого пункта       | Население |
| - | ---------------- | ---------------------------- | --------- |
| 1 | Крутые Хутора    | село, административный центр | ↗851      |
| 2 | Соловьёвка       | деревня                      | ↗12       |
| 3 | Студёные Хутора  | село                         | ↗306      |